# Repêchage amateur de la LNH 1964
Vous lisez un « bon article » labellisé en 2011.
1963 1965
Le  repêchage amateur 1964 est le deuxième repêchage de la Ligue nationale de hockey (LNH), ligue professionnelle de hockey sur glace en Amérique du Nord. Ce repêchage a lieu le 11 juin 1964 à l'hôtel Reine Élizabeth à Montréal au Québec, province du Canada.
Vingt-quatre joueurs sont choisis par les six équipes que compte la LNH. Tous possèdent au moins la nationalité canadienne, et parmi eux, un seul gardien de but est sélectionné, Ken Dryden, futur membre du Temple de la renommée du hockey et récipiendaire de nombreux trophées de la LNH. Parmi tous les joueurs repêchés, neuf joueront finalement dans la LNH.

## Contexte
Conformément aux règles établies lors du premier repêchage, chacune des six équipes de la LNH peut choisir au maximum quatre joueurs à tour de rôle. Contrairement au repêchage de 1963 où seulement vingt-et-un joueurs sont choisis, cette année toutes les équipes sélectionnent quatre joueurs.

### L'ordre de sélection
L'ordre de sélection est déterminé par le classement de la saison 1962-1963 et chaque année l'ordre de sélection des équipes avance d'un rang ; ainsi, les Red Wings de Détroit ayant choisi en deuxième au cours du repêchage précédent reçoivent le premier choix de la séance. L'ordre de sélection pour le repêchage de 1964 est le suivant : Red Wings de Détroit, Bruins de Boston, Rangers de New York, Black Hawks de Chicago, Maple Leafs de Toronto et enfin Canadiens de Montréal. L'ordre de sélection tournant ne sera abandonné qu'avant le repêchage 1967 lorsqu'il sera décrété de prendre l'ordre inverse du classement pour établir l'ordre de sélection.

### La spécificité de Montréal
En raison de la différence culturelle existante des Canadiens de Montréal avec les autres équipes ainsi que leur longue tradition de club de Canadiens français, il est décidé de donner une certaine priorité à l'équipe de Montréal pour choisir des joueurs canadiens-français. Ainsi, l'équipe a le droit de choisir – mais sans obligation – avant les autres équipes pour repêcher jusqu'à deux joueurs canadiens-français à la place de leur premier choix. Les Canadiens ne profiteront de la règle que lors des repêchages de 1968 et 1969 avant qu'elle ne soit modifiée. En 1969, il est en effet décidé que, pour que les Canadiens puissent dans le futur utiliser leur choix prioritaire, il faudrait auparavant que toutes les autres franchises soient d'accord ; le cas ne s'est plus jamais représenté.

### Joueurs éligibles
Les joueurs éligibles au repêchage sont ceux qui passent la barre des 17 ans entre le 1er août 1964 et le 31 juillet 1965. Il apparaît finalement que peu de joueurs âgés de 17 ans ont le potentiel pour pouvoir jouer dans la LNH et les dirigeants de la ligue commencent à réfléchir à ne qualifier que des joueurs âgés de 18 ans. Les joueurs sélectionnés restent jouer avec leur équipe junior jusqu'à leurs 18 ans et, seulement à ce moment, un contrat peut être signé entre le joueur et la franchise de la LNH. Pour chaque joueur repêché et avec qui un contrat est signé, la franchise de la LNH doit donner 20 000 dollars de compensation à l'équipe junior d'où le joueur vient. Une autre condition pour qu'un junior puisse participer au repêchage est qu'il ne fasse pas encore partie d'une liste de parrainage par une équipe de la LNH. Cette condition qui semble anodine est en réalité importante puisque les meilleurs joueurs juniors sont quasiment tous déjà parrainés et donc il y a très peu de chance qu'un joueur junior de talent soit disponible au repêchage. Cette notion de parrainage disparaîtra en 1969.

## Le repêchage

### Premier tour

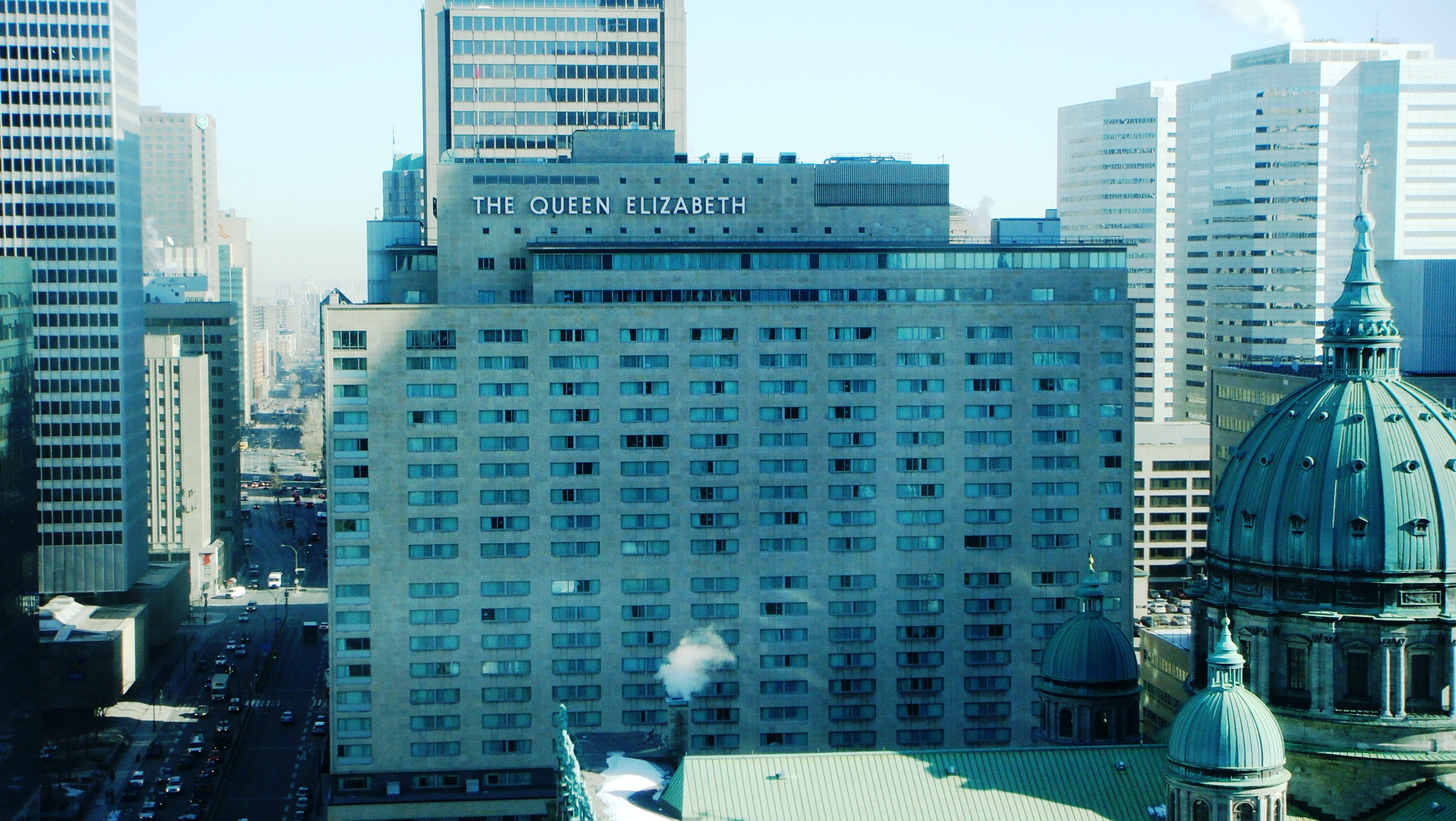
Le repêchage a lieu à hôtel Reine Élizabeth de Montréal.

Le repêchage a lieu le 11 juin 1964 dans l'hôtel Reine Élizabeth à Montréal, deuxième plus grand hôtel du Canada. Les Canadiens décident de ne pas profiter de leur avantage pour sélectionner des joueurs canadiens français et les Red Wings choisissent le joueur du Québec, Claude Gauthier en tant que premier choix du repêchage. Il ne jouera finalement aucun match dans la LNH et c'est également le cas des trois joueurs suivants choisis : Alex Campbell, Bob Graham et Richie Bayes. Tom Martin, le cinquième choix du repêchage choisi par Toronto, joue dans les années suivantes trois rencontres avec les Maple Leafs et également trois saisons dans l'association mondiale de hockey (AMH). Claude Chagnon, sixième choix du repêchage par les Canadiens, ne jouera également jamais dans la LNH.
| Rang | Équipe LNH             | Nationalité | Joueur          | Repêché de                 |
| ---- | ---------------------- | ----------- | --------------- | -------------------------- |
| 1    | Red Wings de Détroit   | Canada      | Claude Gauthier | Équipe midget de Rosemont  |
| 2    | Bruins de Boston       | Canada      | Alex Campbell   | Équipe midget de Strathroy |
| 3    | Rangers de New York    | Canada      | Bob Graham      | Marlboros de Toronto       |
| 4    | Black Hawks de Chicago | Canada      | Richie Bayes    | Équipe midget de Dixie     |
| 5    | Maple Leafs de Toronto | Canada      | Tom Martin      | Marlboros de Toronto       |
| 6    | Canadiens de Montréal  | Canada      | Claude Chagnon  | Équipe midget de Rosemont  |

### Deuxième tour
Le deuxième tour se déroule selon le même ordre que la première et parmi les six joueurs de ce tour, seulement deux joueurs connaissent une carrière dans la LNH par la suite ; Brian Watts joue quatre matchs avec les Red Wings en 1975-1976 alors que Tim Ecclestone, le neuvième choix au total, joue près de sept cents rencontres avec différentes équipes de la LNH en une dizaine de saisons. Jan Popiel est un joueur originaire du Danemark et il est le dixième choix du repêchage, sélectionné par les Black Hawks de Chicago qui possèdent alors déjà les droits de son frère aîné Poul Popiel ; Jan Popiel ne jouera jamais dans la LNH mais passe cinq saisons dans l'association mondiale de hockey.
| Rang | Équipe LNH             | Nationalité     | Joueur         | Repêché de                        |
| ---- | ---------------------- | --------------- | -------------- | --------------------------------- |
| 7    | Red Wings de Détroit   | Canada          | Brian Watts    | Marlboros de Toronto              |
| 8    | Bruins de Boston       | Canada          | Jim Booth      | Équipe midget de Sault Ste. Marie |
| 9    | Rangers de New York    | Canada          | Tim Ecclestone | Équipe junior B de Etobicoke      |
| 10   | Black Hawks de Chicago | Canada Danemark | Jan Popiel     | Équipe midget de Georgetown       |
| 11   | Maple Leafs de Toronto | Canada          | Dave Cotey     | Équipe junior C de Aurora         |
| 12   | Canadiens de Montréal  | Canada          | Guy Allen      | Équipe junior B de Stamford       |

### Troisième tour
Le troisième tour voit le repêchage d'une future vedette de la LNH : Ken Dryden. Il est choisi par les Bruins en tant que quatorzième choix mais ne jouera finalement jamais avec l'équipe de Boston. Il préfère poursuivre ses études, rejoint l'Université Cornell alors que peu de temps après le repêchage ses droits sont échangés aux Canadiens de Montréal. Plus tard dans sa carrière, Dryden remporte la Coupe Stanley à six reprises avec les Canadiens, est sélectionné de nombreuses fois dans les équipes d'étoiles et remporte différents trophées de la LNH – trophée Conn-Smythe du meilleur joueur des séries, trophée Calder de la meilleure recrue puis plusieurs trophées Vézina du meilleur gardien. En 1983, Dryden est admis au temple de la renommée du hockey et, à sa retraite sportive, il entame une carrière d'avocat, d'écrivain et également de politicien.
Mike Pelyk, dix-septième choix de la séance de repêchage, connaît également une carrière dans la LNH ensuite avec les Maple Leafs et passe également deux saisons dans l'AMH.
| Rang | Équipe LNH             | Nationalité | Joueur         | Repêché de                   |
| ---- | ---------------------- | ----------- | -------------- | ---------------------------- |
| 13   | Red Wings de Détroit   | Canada      | Ralph Buchanan | Montréal-Est                 |
| 14   | Bruins de Boston       | Canada      | Ken Dryden     | Équipe junior B de Etobicoke |
| 15   | Rangers de New York    | Canada      | Gordon Lowe    | Marlboros de Toronto         |
| 16   | Black Hawks de Chicago | Canada      | Carl Hadfield  | Équipe junior B de Dixie     |
| 17   | Maple Leafs de Toronto | Canada      | Mike Pelyk     | Marlboros de Toronto         |
| 18   | Canadiens de Montréal  | Canada      | Paul Reid      | Équipe midget de Kingston    |

### Quatrième tour
Le quatrième tour est celui qui voit la sélection du plus grand nombre de joueurs qui connaîtront par la suite une carrière professionnelle que ce soit dans la LNH ou dans l'AMH. Ainsi, René Leclerc, Syl Apps, Jr., Moe L'Abbé et Jim Dorey sont les quatre joueurs parmi les six du quatrième tour à jouer par la suite en ligue majeure. Alors que L'Abbé ne joue que cinq rencontres au total dans la LNH, Leclerc passe deux saisons dans la LNH et joue aussi plus de quatre cents rencontres dans l'AMH avec les Nordiques de Québec et les Racers d'Indianapolis.
Syl Apps, Jr., le fils de Syl Apps champion de la Coupe Stanley à trois reprises dans les années 1940, dispute quant à lui plus de sept cents rencontres de LNH pour plus de six cents points, dont cinq cents avec la seule équipe des Penguins de Pittsburgh. Jim Dorey commence sa carrière dans la LNH avec les Maple Leafs puis joue deux rencontres avec les Rangers de New York avant de changer de ligue en 1972-1973. Il signe avec les Whalers de la Nouvelle-Angleterre avec lesquels il remporte le trophée mondial Avco dès sa première saison. Il gagne un autre trophée Avco, cette fois avec les Nordiques en 1976-1977 et joue finalement plus de quatre cents matchs dans l'AMH.
| Rang | Équipe LNH             | Nationalité | Joueur         | Repêché de                   |
| ---- | ---------------------- | ----------- | -------------- | ---------------------------- |
| 19   | Red Wings de Détroit   | Canada      | René Leclerc   | Équipe junior B de Hamilton  |
| 20   | Bruins de Boston       | Canada      | Allister Blair | Équipe junior B de Ingersoll |
| 21   | Rangers de New York    | Canada      | Syl Apps, Jr.  | Équipe midget de Kingston    |
| 22   | Black Hawks de Chicago | Canada      | Moe L'Abbé     | Équipe midget de Rosemont    |
| 23   | Maple Leafs de Toronto | Canada      | Jim Dorey      | Équipe junior B de Stamford  |
| 24   | Canadiens de Montréal  | Canada      | Michel Jacques | Équipe junior B de Mégantic  |

## Statistiques des joueurs
Cette section présente les statistiques des joueurs repêchés en 1964 et ayant par la suite eu une carrière professionnelle que ce soit dans la LNH ou dans l'AMH, les deux ligues principales d'Amérique du Nord à cette époque.
| Choix | Joueur         | Équipes                                | Ligue |     | Saison régulière | Saison régulière | Saison régulière | Saison régulière | Saison régulière |    | Séries éliminatoires | Séries éliminatoires | Séries éliminatoires | Séries éliminatoires | Séries éliminatoires | | Première saison | Dernière saison | Honneurs |
| Choix | Joueur         | Équipes                                | Ligue | PJ  | B                | A                | Pts              | Pun              | PJ               | B  | A                    | Pts                  | Pun                  |                      |                      | | Première saison | Dernière saison | Honneurs |
| 5     | Tom Martin     | Maple Leafs                            | LNH   | 3   | 1                | 0                | 1                | 0                | -                | -  | -                    | -                    | -                    | 1967-1968            | 1967-1968            | - |                 |                 |          |
| 5     | Tom Martin     | Nationals - Toros                      | AMH   | 212 | 59               | 76               | 135              | 59               | 22               | 8  | 13                   | 21                   | 4                    | 1972-1973            | 1974-1975            | - |                 |                 |          |
| 7     | Brian Watts    | Red Wings                              | LNH   | 4   | 0                | 0                | 0                | 0                | -                | -  | -                    | -                    | -                    | 1975-1976            | 1975-1976            | - |                 |                 |          |
| 9     | Tim Ecclestone | Blues - Red Wings Maple Leafs - Flames | LNH   | 692 | 126              | 233              | 359              | 344              | 48               | 6  | 11                   | 17                   | 76                   | 1967-1968            | 1977-1978            | - |                 |                 |          |
| 10    | Jan Popiel     | Cougars - Civics Aeros - Roadrunners   | AMH   | 296 | 78               | 82               | 160              | 256              | 26               | 9  | 6                    | 15                   | 16                   | 1972-1973            | 1976-1977            | - |                 |                 |          |
| 14    | Ken Dryden     | Canadiens                              | LNH   | 397 | 0                | 19               | 19               | 12               | 112              | 0  | 3                    | 3                    | 4                    | 1970-1971            | 1978-1979            | Trophée Calder Trophée Conn-Smythe Cinq trophées Vézina Six Coupes Stanley Membre du temple de la renommée du hockey |                 |                 |          |
| 17    | Mike Pelyk     | Maple Leafs                            | LNH   | 441 | 26               | 88               | 114              | 556              | 40               | 0  | 3                    | 3                    | 41                   | 1967-1968            | 1977-1978            | - |                 |                 |          |
| 17    | Mike Pelyk     | Blazers - Stingers                     | AMH   | 150 | 24               | 49               | 73               | 238              | 0                | 0  | 0                    | 0                    | 0                    | 1974-1975            | 1976-1977            | - |                 |                 |          |
| 19    | René Leclerc   | Red Wings                              | LNH   | 87  | 10               | 11               | 21               | 105              | 0                | 0  | 0                    | 0                    | 0                    | 1968-1969            | 1970-1971            | - |                 |                 |          |
| 19    | René Leclerc   | Nordiques - Racers                     | AMH   | 452 | 134              | 177              | 311              | 463              | 34               | 10 | 11                   | 21                   | 52                   | 1972-1973            | 1978-1979            | - |                 |                 |          |
| 21    | Syl Apps, Jr.  | Rangers - Penguins Kings               | LNH   | 727 | 183              | 423              | 606              | 311              | 23               | 5  | 5                    | 10                   | 23                   | 1970-1971            | 1979-1980            | - |                 |                 |          |
| 22    | Moe L'Abbé     | Black Hawks                            | LNH   | 5   | 0                | 1                | 1                | 0                | 0                | 0  | 0                    | 0                    | 0                    | 1972-1973            | 1972-1973            | - |                 |                 |          |
| 23    | Jim Dorey      | Maple Leafs - Rangers                  | LNH   | 232 | 25               | 74               | 99               | 553              | 11               | 0  | 2                    | 2                    | 40                   | 1968-1969            | 1971-1972            | - |                 |                 |          |
| 23    | Jim Dorey      | Whalers - Toros Nordiques              | AMH   | 431 | 52               | 232              | 284              | 617              | 51               | 5  | 33                   | 38                   | 131                  | 1972-1973            | 1978-1979            | Deux coupes AVCO |                 |                 |          |